# Sotade
Sotade (in greco antico: Σωτάδης?, Sotádēs; Maronea, ... – Cauno, 275 a.C.) è stato un poeta greco antico.

## Biografia
Nato a Maronea, in Tracia, Sotade visse ad Alessandria d'Egitto durante il regno di Tolomeo II Filadelfo (285 a.C.-246 a.C.). Proprio per un attacco contro il faraone in occasione del suo matrimonio con la sorella Arsinoe II, mentre fuggiva da Alessandria cercando di evitare la vendetta di Tolomeo fu catturato a Cauno da Patroclo, uno stratego del re, che lo chiuse dentro una giara di piombo e lo gettò in mare. Secondo Plutarco, invece, Sotade sarebbe morto in carcere.
Sotade pagò, dunque, con la vita il suo atteggiamento di critica aperta e decisa, rivolta adottando un linguaggio oltraggioso e sarcastico riguardo al matrimonio incestuoso fra i due fratelli, che, pur avendo importanti motivazioni politiche, quali il rafforzamento della nuova dinastia dei Lagidi anche attraverso il riconoscimento e l'accettazione di un fatto di costume ben radicato nel mondo egizio, poteva senza dubbio risultare offensivo e inammissibile per quel settore degli intellettuali alessandrini che più si sentiva legato ai valori del mondo greco. Tuttavia questo dissenso di cui Sotade si fece portavoce rimase sicuramente circoscritto a un ristretto numero di intellettuali; la maggioranza accettò le scelte politico-dinastiche del sovrano, come è testimoniato dal fatto che due dei poeti più rappresentativi del tempo, Callimaco e Teocrito, presero apertamente posizione a favore del matrimonio fra i due fratelli.

## Opere
Ateneo riferisce che Sotade (seguito da suo figlio Apollonio) era noto come autore di kinaidoi, versi osceni in dialetto ionico e metro sotadico (tetrametro brachicatalettico a maiore), imitati in seguito da Alessandro Etolo; un genere poetico il cui elemento caratterizzante, anche se non l'unico, era rappresentato dal contenuto maledico e lascivo dei componimenti. Secondo la tradizione Sotade fu anche l'inventore del palindromo.
Il lessico Suda gli attribuisce come titoli Discesa nell'Ade, Priapo, Per Belestiche, Amazzone. Ateneo riporta tre versi di un carme contro un flautista, Teodoro, e suo padre Filino, mentre Efestione riporta due versi e notizie, rispettivamente, di un Adone e di una Iliade. Di tali opere rimangono solo 5 frammenti sicuri, mentre sono da considerare apocrife alcune sentenze (in numero di 60 versi) attribuitegli da Stobeo.